# Prvenstvo Anglije 1892
Prvenstvo Anglije 1892 v tenisu.

## Moški posamično
Wilfred Baddeley :  Joshua Pim, 4-6 6-3 6-3 6-2

## Ženske posamično
Lottie Dod :  Blanche Bingley Hillyard, 6-1, 6-1

## Moške dvojice
Ernest Lewis /  Harold Barlow :  Wilfred Baddeley /  Herbert Baddeley, 4–6, 6–2, 8–6, 6–4